# Falloplastiek

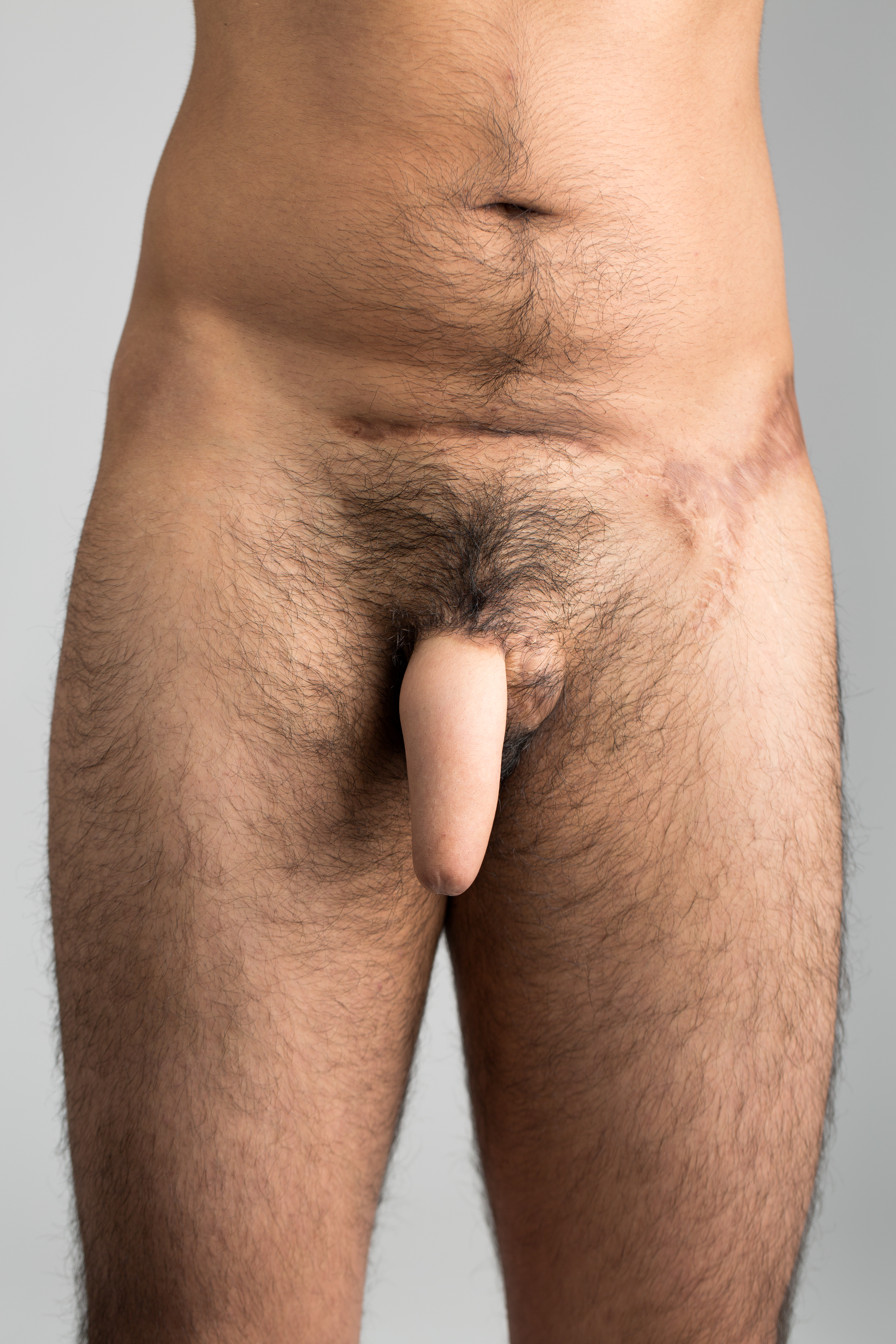
Voorbeeld van een vrouw-naar-manoperatie in een eerste stadium met huid van de linkerheup

De falloplastiek is een operatietechniek waarbij een menselijke penis wordt geconstrueerd uit huidtransplantatie. De operatie wordt vooral gebruikt bij vrouw-naar-man transseksuelen en urogenitale aandoeningen (vb.cloacale extrofie). Bij deze techniek wordt een lap huid weggenomen uit de onderarm, al of niet in combinatie met huid van het bovenbeen of alleen bovenbeenhuid.  Dit wordt in de vorm van een penis gerold en ter plekke aangehecht (vrije lap, free flap, autotransplantatie). Het binnenste gedeelte van de lap huid fungeert als urinebuis. De penis wordt aangesloten op de zenuwen rondom de door testosteron reeds groter geworden clitoris en de urinebuis. De grote schaamlippen worden aan elkaar gehecht om een balzak te construeren.
Als de huid van een bovenbeen wordt genomen, wordt het niet geheel los gemaakt van het lichaam, maar onderhuids naar de juiste plaats overgebracht, terwijl de aan- en afvoerende bloedvaten intact blijven.
Als voordeel wordt vaak gezien dat de penis gemiddeld een lengte heeft van 13 centimeter en op dat gebied niet onderdoet voor een penis van een lichamelijk biologische man. Ook de mogelijkheden tot staand plassen benoemt men als een voordeel. Als nadelig wordt ervaren, dat er een opzichtig litteken zit op de plek waar de lap huid is weggehaald en waar deze uiteindelijk aan elkaar wordt gehecht.

## Mogelijkheden
Aangezien de penis nog niet stijf kan worden, is er de mogelijkheid om later een erectieprothese te laten plaatsen. Voorwaarde voor deze operatie is een goede genezing van de basale operatie; er moet onder andere nog gevoel in de penis zitten. Er kan tijdens deze operatie een pompsysteem in de penis worden geplaatst, of een buigzame staaf.
Het ontbreken van teelballen wordt ook als een gebrek gezien. Daarom is het mogelijk om teelbalprothesen van siliconen te laten implanteren in de balzak. Ook voor deze operatie geldt als voorwaarde een goed herstel van de basale operatie.